# Heinz-Günter Bongartz
Ne doit pas être confondu avec Heinz Bongartz.
Heinz-Günter Bongartz, né le 5 mars 1955 à Gütersloh (Rhénanie-du-Nord-Westphalie, Allemagne), est un prélat catholique allemand, évêque auxiliaire de Hildesheim de  2010 à 2024.

## Biographie
Heinz-Günter Bongartz grandit à Avenwedde. Après avoir quitté le lycée et l'école secondaire Sainte-Marie des Ursulines à Bielefeld, il étudie la philosophie à l'université de Münster et la théologie catholique à l'université de Wurtzbourg.
Le 5 juin 1982, il est ordonné prêtre dans la cathédrale de Hildesheim, par Mgr Heinrich Maria Janssen (de). De 1982 à 1988, il est curé de la paroisse Sainte-Elizabeth à Hildesheim ; de 1988 à 1993, il exerce la charge de curé de la paroisse Sainte-Elisabeth à Hameln et, de 1993 à 2006, il est curé de celle de Saint-Oliver à Laatzen. Parallèlement, depuis 1992, il enseigne l'homilétique dans les séminaires de Hambourg, Osnabrück et Hildesheim.
En 1998, il devient président et gérant du conseil des prêtres du diocèse et du Bureau de doyenné de Hanovre-Mitte sud.
En 2006, il devient vicaire épiscopal et chef du département pour les prêtres, les employés pastoraux à temps plein et les résidents canons de la cathédrale de Hildesheim.
Le 4 décembre 2010, il est nommé évêque titulaire de Bonusta (de) et évêque auxiliaire de Hildesheim par le pape Benoît XVI.
Il est consacré par Mgr Norbert Trelle, assisté de Mgrs Nikolaus Schwerdtfeger et Hans-Georg Koitz, le 26 février 2011, dans la basilique Saint-Godehard de Hildesheim.
Le 11 septembre 2024, sa démission est acceptée par le pape François, officiellement pour des raisons de santé. Il est aussi accusé de mauvaise gestion de cas d'abus sexuels dans le diocèse lorsqu'il était chargé de ces question.